# Polionycta dimorpha
Polionycta dimorpha là một loài bướm đêm trong họ Noctuidae.